# Елизаветинское (Свердловская область)
Елизаветинское — село в Свердловской области России. Входит в городской округ город Нижний Тагил. Село было названо в честь жены князя и владельца села Николая Никитича Демидова Елизаветы Александровны Строгановой.

## Географическое положение
Село расположено к востоку от уральского хребта Весёлые горы на реке Бобровка (правый приток реки Чёрная, бассейн реки Тагил) при устьи реки Елизаветинка. Село находится к северо-западу от Екатеринбурга, в 19 километрах (по автодороге в 32 километрах) к юго-западу от Нижнего Тагила близ большого посёлка Черноисточинск в нескольких километрах к северо-западу от него.

## История села
Поселение было основано около 1745 года как деревня Бобровка. Первопоселенцы занимались промыслом бобров, чей мех поставляли в государственную казну.
Деревня располагалась на дороге Нижний Тагил - Висим, по которой возили руду и чугун.
В 1807 году в деревне было основано поселение углежогов для Черноисточинского завода. В середине XIX века в его окрестностях были найдены золото-платиновые россыпи, и жители занимались старательским промыслом на их приисках. В 1885 году возле села было найдено месторождение демантоидов.
В 1890 году была построена православная церковь и деревня была переименована в село Елизаветинское. В 1893 году отошла от Черноисточинского прихода с построением в ней своего православного храма приписным к приходу Нижне-Тагильской Входоиерусалимской церкви. Село было названо в честь жены князя и владельца села Николая Никитича Демидова Елизаветы Александровны Строгановой . 
К 1910 году в селе проживало 580 человек, было 191 штука дворов, работало 2 кузницы, 6 лавок, винная и пивная.
В 1931 году в Елизаветинском был организован колхоз «Красный Уралец».
В 1975 году село было включено в состав Пригородного района Свердловской области.
В 2003 году село было передано администрации посёлка Черноисточинска.

## Школа
В 1881 году в селе было открыто земское училище.

## Транспорт
Добраться до села можно на автобусе, ходящем сюда два раза в сутки из Нижнего Тагила и Черноисточинска.

## Пророко-Илиинская церковь

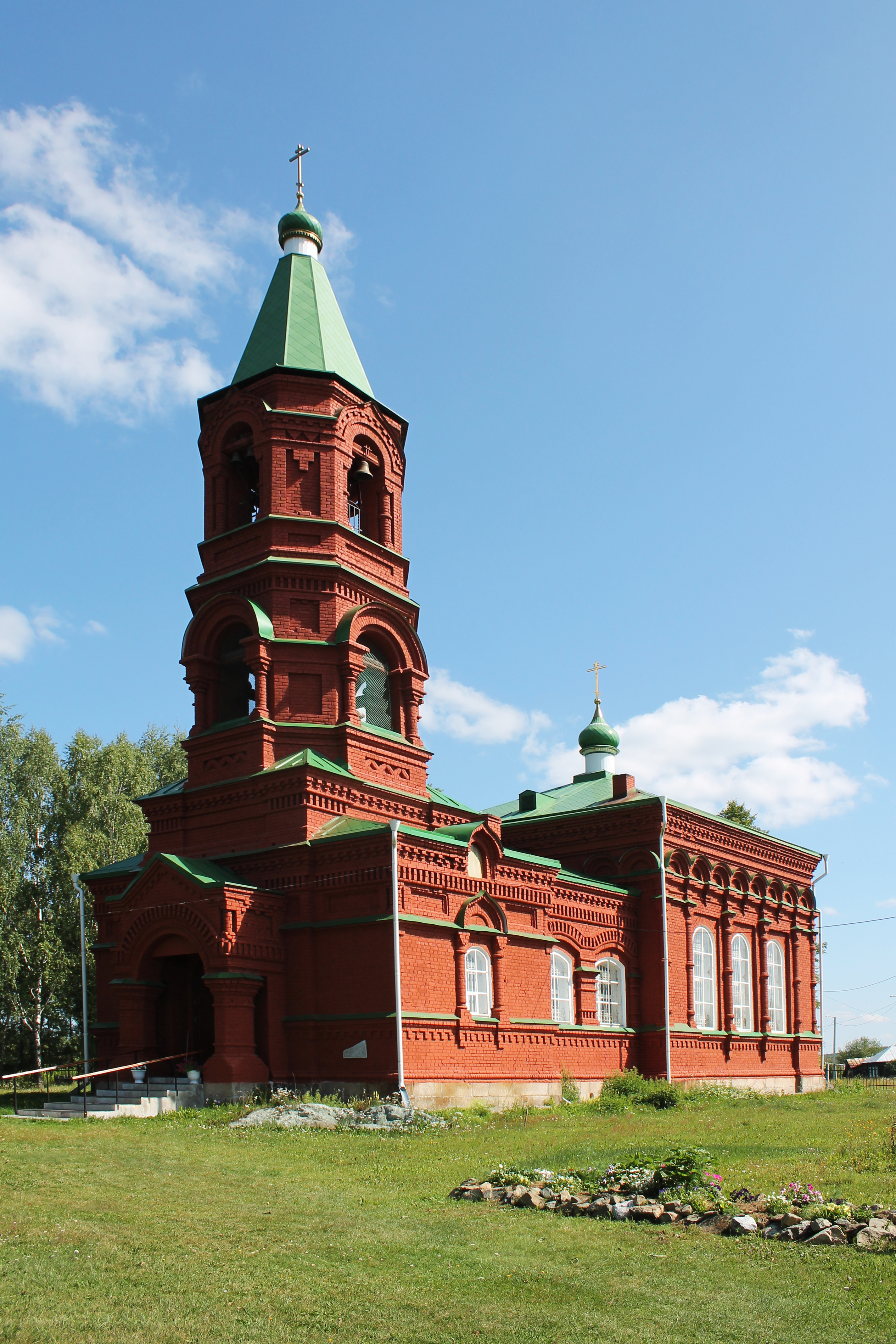
Церковь Ильи Пророка

В 1890 году была построена деревянная, однопрестольная церковь, которая была освящена во имя пророка Илии в 1890 году. Церковь была закрыта в 1930 году, а в советское время в здании размещался клуб. 
В 1905 году был заложен новый каменный храм, который был освящён в 1918 году. Церковь была закрыта в 1930 году, а в советское время была полуразрушена. По состоянию на 2019 год церковь восстановлена, в ней проводятся службы. 

## Население
| 2002 | 2010 |
| ---- | ---- |
| 118  | ↘48  |